# Clinical Breast Cancer
Clinical Breast Cancer, abgekürzt Clin. Breast Cancer, ist eine wissenschaftliche Fachzeitschrift, die vom Elsevier-Verlag veröffentlicht wird. Die Zeitschrift erscheint mit acht Ausgaben im Jahr. Es werden Arbeiten veröffentlicht, die sich mit dem Nachweis, der Diagnose, der Prävention und der Behandlung von Brustkrebs beschäftigen.
Der Impact Factor lag im Jahr 2016 bei 2,816. Nach der Statistik des ISI Web of Knowledge wird das Journal mit diesem Impact Factor in der Kategorie Onkologie an 118. Stelle von 217 Zeitschriften geführt.